# Turbonilla kaliwana
Turbonilla kaliwana är en snäckart som beskrevs av Strong 1949. Turbonilla kaliwana ingår i släktet Turbonilla och familjen Pyramidellidae. Inga underarter finns listade i Catalogue of Life.